# Александровка (Суетский район)
Алекса́ндровка — село в Суетском районе Алтайского края России. Административный центр Александровского сельсовета.

## История
Основано в 1911 году. В 1928 году посёлок Александровский состоял из 97 хозяйств, основное население — украинцы. В составе Добровольского сельсовета Знаменского района Славгородского округа Сибирского края.

## Население
| 1997 | 1998 | 1999 | 2000 | 2001 | 2002 | 2003 |
| ---- | ---- | ---- | ---- | ---- | ---- | ---- |
| 644  | ↗660 | ↘656 | →656 | ↗660 | ↘622 | ↘617 |
| 2004 | 2005 | 2006 | 2007 | 2008 | 2009 | 2010 |
| ↘597 | ↘563 | ↗589 | ↗595 | ↘590 | ↘575 | ↘541 |
| 2011 | 2012 | 2013 |      |      |      |      |
| ↘539 | ↘519 | ↘502 |      |      |      |      |